# Båtsamlingarna på Bassholmen

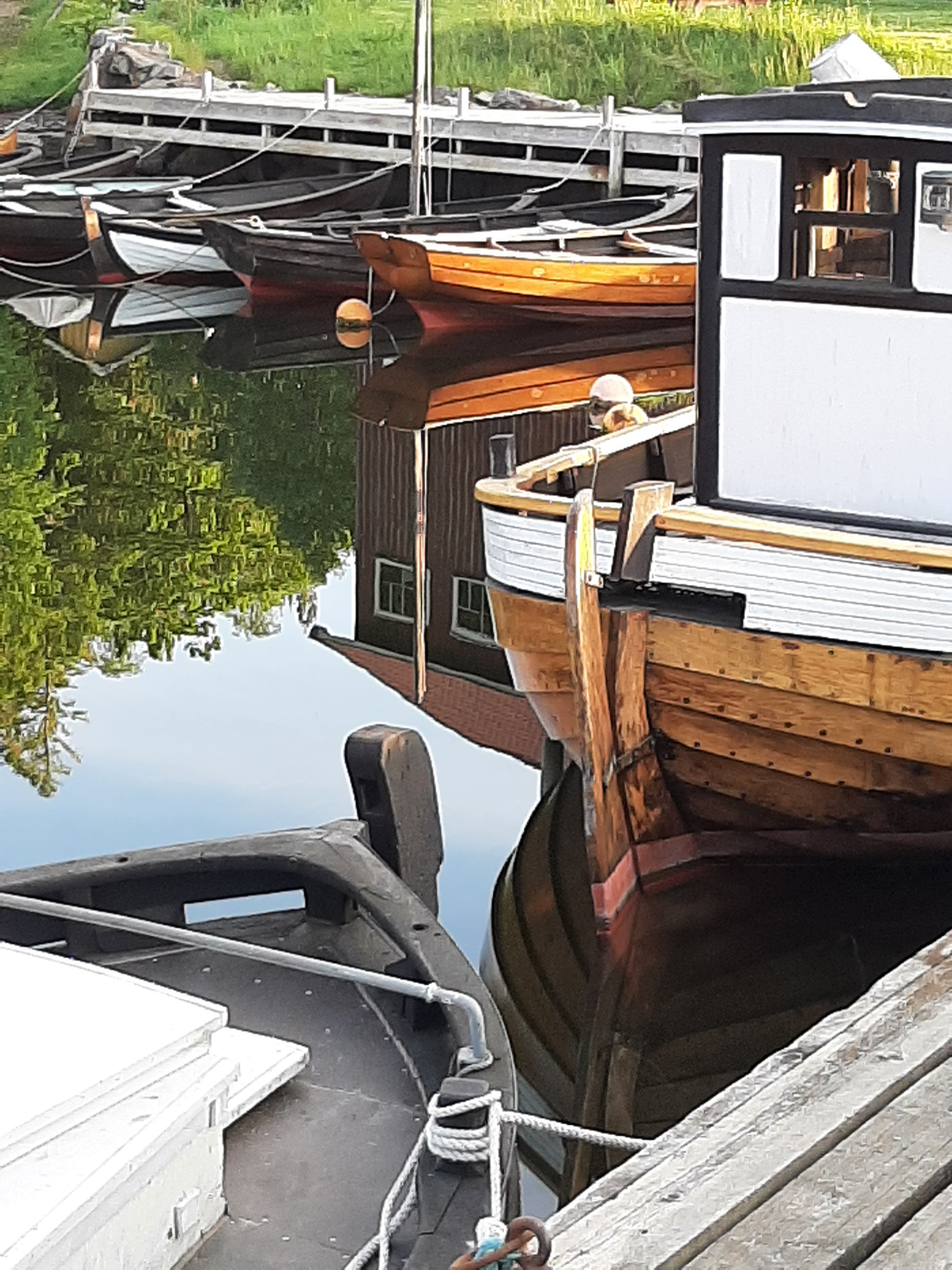
Bassholmen en tidig morgon

Båtsamlingarna på Bassholmen är ett svenskt arbetslivsmuseum på Bassholmen i Uddevalla kommun.
Båtsamlingarna ägs av den 1970 grundade ideella Föreningen Allmogebåtar i Uddevalla. Arbetet med att restaurera övergivna byggnader på Bassholmen påbörjades i juni 1976 och i juli 1977 invigdes båtsamlingarna av etnologen Olof Hasslöf.
Museet ligger i byggnader, som inrymt ett sillsalteri, under andra halvan av 1800-talet var Jakob Johanssons båtvarv och som också varit mekanisk verkstad. Vid museet finns en slip med tre rälsspår från 1901, där båtar upp till 300 ton har dragits upp med hjälp av ett vattenhydrauliksystem, bestående av en 25 hästkrafters tändkulemotordriven tryckpump med en effekt på 400 kilogram per kvadratcentimeter, en rörledning till slipens maskinhus och en slipbana med slipvagn. 
I museilokalerna finns omkring 25 båtar, och på slipen och i hamnen ligger sommartid ett tjugotal riggade allmogebåtar.